# 川崎健太郎
川崎健太郎（かわさき けんたろう、1982年12月18日 - ）は、元サッカー選手、サッカー指導者。現役時代のポジションはMF。

## 来歴
ジュニアユース時代からセレッソ大阪に所属し、ユース代表に選ばれるなど活躍。2001年にトップ昇格を果たした。しかし、入団一年目は出場機会を得られず、二年目も結局一度も出場できないまま9月にJFL・佐川急便大阪SCに期限付き移籍。
2003年にモンテディオ山形に移籍し、初年度は左サイドバックとして活躍したものの、シーズンを重ねるごとに出場機会が減っていき、2005年シーズン終了後に戦力外通告を受け退団。引退も視野に入れていたがJリーグ合同トライアウトを経て2006年にコンサドーレ札幌への入団が決定した。
札幌では出場機会に恵まれず2006年をもって戦力外通告を受けてしまうが、その年の天皇杯全日本サッカー選手権大会でレギュラーとなり、左足から繰り出される正確なクロスと鋭いドリブルでチームのベスト4入りに貢献。この活躍により札幌と再契約を結んだ。だが2007年はわずか2試合の出場に終わり、シーズン終了後再び契約満了による退団が発表された。
2008年1月23日、当時JFL所属のカターレ富山への移籍が発表された。初年度は怪我もあり出場機会が少なかったが、チームがJリーグに加盟した2009年には上園和明の負傷離脱の影響もあり35試合に出場し、天皇杯3回戦でもJ1上位の川崎フロンターレから1得点を上げた。2010年、シーズン終了をもって戦力外通告により退団、その後現役を引退。
2011年よりヴィッセル神戸スクールコーチに就任。

## エピソード
- 目標とする選手として元韓国代表のMF尹晶煥を挙げている。尹とはセレッソ大阪時代のチームメイトでプライベートでも親しい[3]。

## 所属クラブ
- セレッソ大阪ジュニアユース
- セレッソ大阪ユース
- 2001年 - 2002年 セレッソ大阪
  - 2002年9月 - 同年12月 佐川急便大阪SC (期限付き移籍)
- 2003年 - 2005年 モンテディオ山形
- 2006年 - 2007年 コンサドーレ札幌
- 2008年 - 2010年 カターレ富山

## 個人成績
| 国内大会個人成績 | 国内大会個人成績 | 国内大会個人成績 | 国内大会個人成績 | 国内大会個人成績 | 国内大会個人成績 | 国内大会個人成績 | 国内大会個人成績 | 国内大会個人成績 | 国内大会個人成績 | 国内大会個人成績 | 国内大会個人成績 |
| 年度             | クラブ           | 背番号           | リーグ           | リーグ戦         | リーグ戦         | リーグ杯         | リーグ杯         | オープン杯       | オープン杯       | 期間通算         | 期間通算         |
| 年度             | クラブ           | 背番号           | リーグ           | 出場             | 得点             | 出場             | 得点             | 出場             | 得点             | 出場             | 得点             |
| 日本             | 日本             | 日本             | 日本             | リーグ戦         | リーグ戦         | リーグ杯         | リーグ杯         | 天皇杯           | 天皇杯           | 期間通算         | 期間通算         |
| ---------------- | ---------------- | ---------------- | ---------------- | ---------------- | ---------------- | ---------------- | ---------------- | ---------------- | ---------------- | ---------------- | ---------------- |
| 2001             | C大阪            | 31               | J1               | 0                | 0                | 0                | 0                | 0                | 0                | 0                | 0                |
| 2002             | C大阪            | 31               | J2               | 0                | 0                | -                | -                | -                | -                | 0                | 0                |
| 2002             | 佐川大阪         | 20               | JFL              | 6                | 0                | -                | -                | 2                | 0                | 8                | 0                |
| 2003             | 山形             | 25               | J2               | 21               | 1                | -                | -                | 3                | 2                | 24               | 3                |
| 2004             | 山形             | 18               | J2               | 14               | 0                | -                | -                | 0                | 0                | 14               | 0                |
| 2005             | 山形             | 18               | J2               | 3                | 0                | -                | -                | 0                | 0                | 3                | 0                |
| 2006             | 札幌             | 22               | J2               | 4                | 0                | -                | -                | 4                | 0                | 8                | 0                |
| 2007             | 札幌             | 22               | J2               | 2                | 0                | -                | -                | 1                | 0                | 3                | 0                |
| 2008             | 富山             | 14               | JFL              | 13               | 0                | -                | -                | 0                | 0                | 13               | 0                |
| 2009             | 富山             | 14               | J2               | 35               | 1                | -                | -                | 2                | 1                | 37               | 2                |
| 2010             | 富山             | 14               | J2               | 17               | 0                | -                | -                | 1                | 0                | 18               | 0                |
| 通算             | 日本             | 日本             | J1               | 0                | 0                | 0                | 0                | 0                | 0                | 0                | 0                |
| 通算             | 日本             | 日本             | J2               | 96               | 2                | -                | -                | 11               | 3                | 107              | 5                |
| 通算             | 日本             | 日本             | JFL              | 19               | 0                | -                | -                | 2                | 0                | 21               | 0                |
| 総通算           | 総通算           | 総通算           | 総通算           | 115              | 2                | 0                | 0                | 13               | 3                | 128              | 5                |

- Jリーグ初出場 2003年3月15日 J2 第1節 vs湘南ベルマーレ（平塚競技場）
- Jリーグ初得点 2003年4月5日 J2 第4節 vs横浜FC（山形県）

## 代表歴
- 1999年　U-18日本代表

## 指導歴
- ヴィッセル神戸
  - 2011年 - 2015年 スクールコーチ
  - 2016年 - 2017年 チーフスクールコーチ
- 2018年 - DESEOサッカースクール コーチングスタッフ、代表